# Edith Steyer
Edith Steyer (* 17. Mai 1968 in München) ist eine deutsche Jazzmusikerin (Saxophon).
Steyer entschied sich erst nach einem Ethnologie-Studium in München Berufsmusikerin zu werden; sie studierte von 1991 bis 1995 Jazz-Saxophon bei Allan Praskin am Bruckner-Konservatorium Linz.
Mit dem bayerischen Musikkabarettisten Ringsgwandl war sie 1996 in Deutschland und Österreich auf Tournee. 1996 und 1998 arbeitete sie mit dem Komponisten Wilfried Hiller an Produktionen für die Schulfunk-Reihe Klangbaustelle Klimperton. Mit ihrem Posterity Quintett nahm sie 1999 ein erstes Album auf. 2002 wirkte sie bei der Aufführung von Bardo Hennings Straßenoper Achmeds Traum in Berlin mit.  Mit Lizzy Scharnofske spielte sie im Duo (Sinnlichkeit & Wahnsinn, 2010). Ab 2011 trat sie mit ihrem Rosen Quintett (mit Benedikt Joch, Nikolaus Neuser, Igor Spallati, Kay Lübke) und mit dem Ensemble Chiffchaff auf. Seit 2012 gehört sie zum Composers’ Orchestra Berlin (unter Hazel Leach).
Weiterhin war sie für die musikalische Begleitung mehrerer Theaterproduktionen verantwortlich. Auch arbeitete sie mit Andreas Schmidt und Lee Konitz sowie mit der Damen-Marchingband und Music-Comedy-Truppe venusbrass. Sie ist auch auf Alben der Bigband Burghausen unter Al Porcino zu hören.

## Diskographische Hinweise
- Edith Steyer/Posterity Quintett: On the Right Track (Jazz4Ever Records, 1999, mit Jürgen Hahn, Peter Wegele, Martin Spiegelberg, Rainer Lewalter und Hubert Malik)
- Rosen Quintett: Histoire Imaginaire (Konnex Records, 2012)
- Composer’s Orchestra Berlin: Free Range Music (JazzHausMusik, 2014)
- Hoox and Add-ons (Creative Sources, 2018)
- Kern & Kosack: Poles and Pulse (Trouble in the East, 2020, mit Liz Kosack, Matthias Müller, Yorgos Dimitriadis)
- SORBD: Wild Peacock in Transit (Relative Pitch Records, 2024, mit Mia Dyberg, Rieko Okuda, Isabel Rößler, Sofia Borges)